# Víctor Medina (futbolista panameño)
Víctor Manuel Medina Cunningham (Colón, Panamá, 18 de febrero de 2001), es un futbolista panameño que juega como centrocampista en el Sporting Football Club de la Liga Promerica de Costa Rica.

## Trayectoria

### C. D. Universitario
Hizo su debut con Universitario el 28 de julio de 2019, en el primer partido de su equipo por el Torneo de Apertura contra Costa del Este en el Estadio Maracaná, donde se dio la derrota por 3-1 y Medina entró de cambio por Roberto Meneses al minuto 60'. Convirtió el primer gol de su carrera el 10 de agosto en el empate 1-1 ante Atlético Chiriquí.
El joven mediocentro gozó de minutos dentro de la formación del estratega Gary Stempel, hasta el fin de su contrato en junio de 2020. Terminó su etapa en Universitario con veintiún participaciones y concretó cuatro goles.

### Tauro F. C.
El 19 de agosto de 2020, se hizo oficial el fichaje de Medina al Tauro. Debutó el 22 de octubre en la igualdad a un tanto frente al Árabe Unido, donde ingresó de cambio al minuto 53'. El 18 de noviembre hizo su primer gol de la campaña de Clausura sobre el Plaza Amador, que significó el triunfo por 0-1.
El mediocentro contribuyó en el aspecto realizador del equipo, anotando cinco goles en veintiocho compromisos para la temporada 2021. Su campaña no pasó desapercibida puesto que el 11 de diciembre marcó uno de los goles en la final del Torneo de Clausura contra el Herrera, que permitió abrir la cuenta de anotaciones para la victoria del Tauro por 3-0. Conquistó su primer título de liga siendo titular en la mayoría de aquellos encuentros.

### Deportivo Saprissa
El 17 de enero de 2022, se anunció oficialmente su llegada al Deportivo Saprissa de Costa Rica, en condición de préstamo por un año con opción de compra. Su presentación formal como refuerzo del club se produjo el 21 de enero en conferencia de prensa, portando la dorsal «11». El 4 de febrero debutó en el Torneo de Clausura y jugó su primer partido vistiendo la camiseta morada, en la visita al Estadio "Colleya" Fonseca contra el Herediano. Víctor ingresó de cambio al minuto 71' por Darixon Vuelto y el resultado finalizó empatado 1-1. El 10 de julio se anunció su salida del equipo acabando así el préstamo en forma anticipada.

### Tauro F. C.
El 10 de julio de 2022, fue anunciado su regreso al Tauro FC. el 30 de julio de 2022 disputó su primer partido en el empate 0 a 0 contra el Alianza FC en el Estadio Javier Cruz, disputó 13 partidos y anotó 3 goles del Torneo Apertura 2022, en la Liga Concacaf 2022 disputó 4 partidos, disputó 18 partidos y anotó 3 goles en el Torneo Apertura 2023, en la Liga de Campeones de la Concacaf 2023 disputó 2 partidos y disputó 4 partidos en el Torneo Clausura 2023.

### Sporting F. C.
El 5 de septiembre de 2023, fue anunciado como nuevo jugador del Sporting Football Club.

## Selección nacional

### Categorías inferiores
El 23 de mayo de 2022, fue llamado a la selección Sub-23 de Panamá para disputar el Torneo Maurice Revello celebrado en Francia.

### Selección absoluta
Su debut internacional con la Selección de Panamá se produjo el 13 de octubre de 2020 en el Estadio Nacional de San José, en un partido amistoso en el que el combinado panameño ganó por 0-1 a Costa Rica.

## Estadísticas

### Clubes
| Club                            | Div.          | Temporada     | Liga  | Liga  | Copas nacionales | Copas nacionales | Torneos internacionales | Torneos internacionales | Total | Total |
| Club                            | Div.          | Temporada     | Part. | Goles | Part.            | Goles            | Part.                   | Goles                   | Part. | Goles |
| ------------------------------- | ------------- | ------------- | ----- | ----- | ---------------- | ---------------- | ----------------------- | ----------------------- | ----- | ----- |
| C. D. Universitario · Panamá    | 1.ª           | 2019          | 13    | 2     | —                | —                | —                       | —                       | 13    | 2     |
| C. D. Universitario · Panamá    | 1.ª           | 2020          | 8     | 2     | —                | —                | —                       | —                       | 8     | 2     |
| C. D. Universitario · Panamá    | Total club    | Total club    | 21    | 4     | 0                | 0                | 0                       | 0                       | 21    | 4     |
| Tauro F. C. · Panamá            | 1.ª           | 2020          | 11    | 2     | —                | —                | 0                       | 0                       | 11    | 2     |
| Tauro F. C. · Panamá            | 1.ª           | 2021          | 28    | 5     | —                | —                | —                       | —                       | 28    | 5     |
| Tauro F. C. · Panamá            | Total club    | Total club    | 39    | 7     | 0                | 0                | 0                       | 0                       | 39    | 7     |
| Deportivo Saprissa · Costa Rica | 1.ª           | 2021-22       | 14    | 0     | —                | —                | 2                       | 0                       | 16    | 0     |
| Deportivo Saprissa · Costa Rica | Total club    | Total club    | 14    | 0     | 0                | 0                | 2                       | 0                       | 16    | 0     |
| Tauro F. C. · Panamá            | 1.ª           | 2022          | 13    | 3     | —                | —                | 4                       | 0                       | 17    | 3     |
| Tauro F. C. · Panamá            | 1.ª           | 2023          | 22    | 3     | —                | —                | 2                       | 0                       | 24    | 3     |
| Tauro F. C. · Panamá            | Total club    | Total club    | 35    | 6     | 0                | 0                | 6                       | 0                       | 41    | 6     |
| Sporting F. C. · Costa Rica     | 1.ª           | 2022-23       | 0     | 0     | —                | —                | 0                       | 0                       | 0     | 0     |
| Sporting F. C. · Costa Rica     | Total club    | Total club    | 0     | 0     | 0                | 0                | 0                       | 0                       | 0     | 0     |
| Total carrera                   | Total carrera | Total carrera | 109   | 17    | 0                | 0                | 8                       | 0                       | 117   | 17    |
| 1. 2.                           |               |               |       |       |                  |                  |                         |                         |       |       |

## Palmarés

### Títulos nacionales
| Título           | Club        | País   | Año    |
| ---------------- | ----------- | ------ | ------ |
| Primera División | Tauro F. C. | Panamá | 2021-C |